# 다관잉역
다관잉역(중국어: 达官营站)은 중화인민공화국 베이징시 시청구 광안먼와이 가도(广安门外街道) 광안먼 외대가(广安门外大街)와 롄화허루(莲花河路) 교차로 동측에 위치한 베이징 지하철 7호선과 16호선의 환승역이다. 7호선은 일부 구간의 개통과 함께 2014년 12월 28일 개장, 16호선은 남부 구간 개통과 함께 2022년 12월 31일 개장하였다.

## 위치
다관잉역은 광안먼와이 가도(广安门外街道)(동서 방향)과 싼리허루(三里河路)(남북 방향, 현재 롄화허루(莲花河路))의 남쪽 연장선이 교차하는 지점에 위치한다. 7호선 역은 교차로의 동쪽에 위치하며 동서로 운행되고, 16호선 역은 교차로의 북쪽에 위치하여 남북으로 운행된다.

## 역 구조
7호선 역사는 1면 2선 섬식 승강장 설계를 갖춘 지하 2층 3경간 역사로, 역사 엔지니어링 구조의 총 길이는 235.8m, 본관 면적은 10,828㎡이다. 16호선 역사는 섬식 승강장 설계와 승강장 폭 14m의 지하 2층 역이다. 두 노선의 대합실은 환승 통로을 통해 연결되어 환승이 가능하다.
7호선 완쯔역과 다관잉역 사이로 롄화강을 가로지르며 폭 10m, 높이 13m로 베이징 지하철 건설 중 최대 규모의 강 횡단 구간이다. 공사 중 물이 새는 것을 방지하기 위해 공사 측은 하천에 누수 방지재를 설치하였다.
| 지면                                   | 가도                            | B—F출입구                                |
| 지하 1층 7호선 대합실 층               | 7호선 대합실, 환승 통로         | 고객센터, 자동 발권기, 출입 게이트       |
| 지하 2층 7호선 승강장 16호선 대합실 층 | 16호선 대합실                   | 고객센터, 자동 발권기, 출입 게이트       |
| 지하 2층 7호선 승강장 16호선 대합실 층 | ←                               | ■ 7호선 베이징 서 방면 (완쯔)            |
| 지하 2층 7호선 승강장 16호선 대합실 층 | 섬식 승강장, 왼쪽 출입문이 열림 |                                          |
| 지하 2층 7호선 승강장 16호선 대합실 층 | →                               | ■ 7호선 유니버설리조트 방면 (광안먼네이) |
| 지하 3층 7호선 승강장                  | ←                               | ■ 16호선 베이안허 방면 (무시디)          |
| 지하 3층 7호선 승강장                  | 섬식 승강장, 왼쪽 출입문이 열림 |                                          |
| 지하 3층 7호선 승강장                  | →                               | ■ 16호선 완핑청 방면 (훙롄난루)          |

### 대합실 및 환승

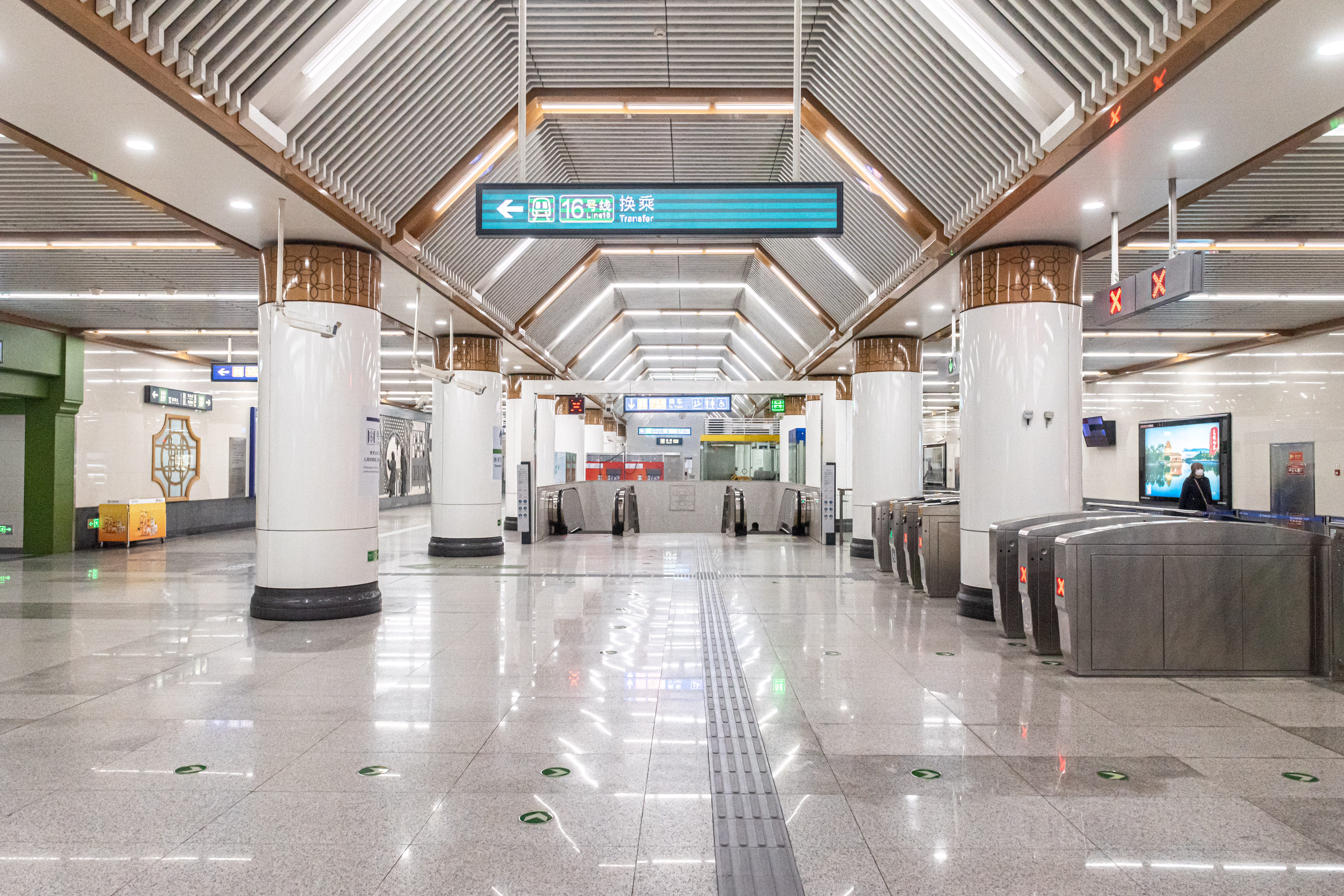
7호선 다관잉역 로비(2023년 11월 촬영)

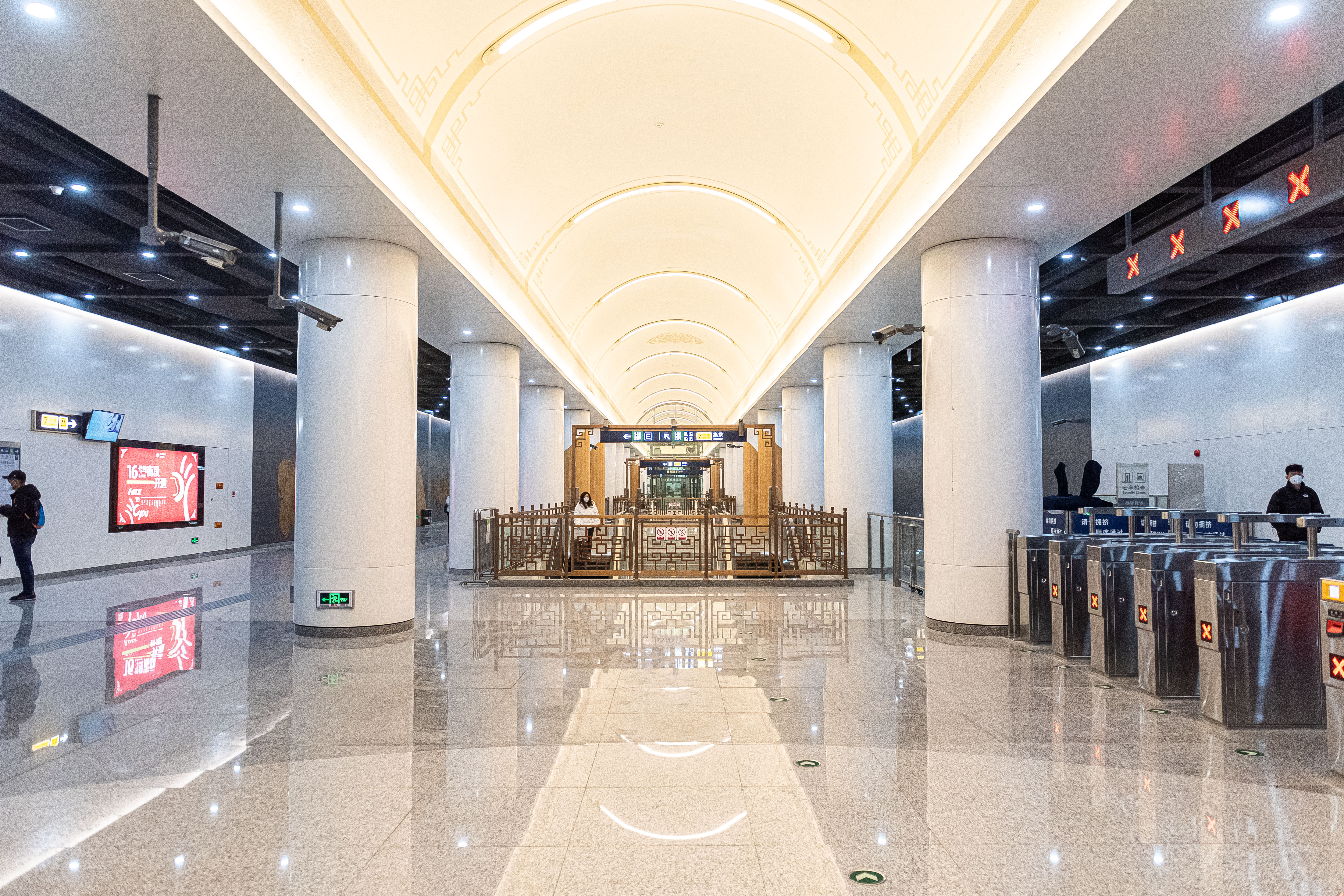
16호선 다관잉역 로비(2022년 12월 촬영)

7호선 다관잉역 대합실은 동서 방향으로 배치되어 있으며, 지하 1층에 유료 구역이 위치한다. 16호선 대합실은 지하 2층에 위치하고 남북 방향으로 배치되어 있으며 남동쪽 환승 통로를 통해 7호선 대합실 북서측으로 연결되어 두 노선은 L자형 구조를 이루고 있다.

### 승강장
7호선 다관잉역 승강장은 광안먼와이 가도(广安门外街道) 지하에 위치하며 유효 승강장 폭은 14m이다. 모든 승강장에는 승강장 스크린도어가 설치되어 있다. 16호선 승강장은 국립극장 서쪽 지하에 위치하며 폭 14m의 섬식 승강장 구조를 이룬다. 7호선 승강장 동쪽 끝에 건넘선이 존재한다.

## 출구
다관잉 역에는 현재 북동부 B, 남동부 C, 남서부 D, 북동부 E, 남동부 F 등 총 5개의 출입구가 있다. B, C, E 출구에는 지상에서 로비까지 엘리베이터가 설치되어 있다. D 출구는 싼이리 골목(三义里一巷)에 있다.
|                         |                             | |      |           |
|                         |                             | |      |           |
| 출구                    | 지시                        | 목적지 | 사진 | 편의 시설 |
| ■ 7호선 역사 연결       |                             | |      |           |
| 出口 · B                | 광안먼 외대가(广安门外大街) | 광안먼 외대가(广安门外大街), 셔우파커우 북가(手帕口北街), 베이징시 제14중학교(北京市第十四中学), 광화쉬안 커뮤니티(广华轩小区), 중국국립극장(中国国家话剧院) |      |           |
| 出口 · C                | 广安门外大街                | 훙주 동가(红居东街), 훙롄난루(红莲路), 셔우파커우 남가(手帕口南街), CMEC빌딩, 더블트리 바이 힐튼 호텔 베이징(北京希尔顿逸林酒店), 위에도우후이(越都荟)       |      |           |
| 出口 · D                | 광안먼 외대가(广安门外大街) | 광안먼 외대가(广安门外大街), 훙롄난루(红莲路), 광와이 병원(广外医院), 싼이리(三义里), 마롄다오 남가(马连道南街)                                              |      | 빈칸      |
| ■ 16호선 역사 연결      |                             | |      |           |
| 出口 · E                | 롄화허루(莲花河路)          | 광위안 커뮤니티(广源小区), 베이징 초등학교 훙산 학교(北京小学红山学校), 롄화강 도시 레저 공원(莲花河城市休闲公园)                                            |      |           |
| 환승 통로 연결          |                             | |      |           |
| 出口 · F                | 광안먼 외대가(广安门外大街) | 중국국립극장(中国国家话剧院) |      | 빈칸      |
| 아이콘 설명: 엘리베이터 |                             | |      |           |

### 예술 벽화
7호선 다관잉역 로비에는 '인간몽사'(人间梦话)라는 제목의 벽화가 있는데, 이는 드라마의 일반적인 무대 공연 기법을 결합해 다양한 삶의 장면을 표현한 것이다. 16호선 로비 역시 드라마를 디자인 테마로 삼았고, 기본 디자인 요소에는 '찻집'(茶馆), '사세동당'(四世同堂) 등 유명 현대 중국 드라마의 스틸컷을 활용했다.